# Acroloxus lacustris
Acroloxus lacustris es una especie de molusco gasterópodo de la familia Acroloxidae en el orden Stylommatophora.

## Distribución geográfica
Se encuentra en Croacia Eslovaquia Polonia Alemania Países Bajos Gran Bretaña Irlanda y República Checa